# Igeltjärnen (Näs socken, Jämtland)
Igeltjärnen är en sjö i Östersunds kommun i Jämtland och ingår i Indalsälvens huvudavrinningsområde.